# La Victoria (Amazonas)
La Victoria es un área no municipalizada ubicada en el departamento colombiano de Amazonas. Limita al este con Pacoa, al noroeste con Solano y al sur con Mirití-Paraná. Fue fundado por Fidel Wilyhes.
En La Victoria habitan los grupos indígenas Barasanos, Cabiyari, Cubeos, Tatuaos, Tucanos y Yucunas.
Las principales actividades agrícolas son el cultivo de plátano, yuca y chontaduro.